# Nogent-sur-Vernisson
Nogent-sur-Vernisson är en kommun i departementet Loiret i regionen Centre-Val de Loire strax norr Frankrikes mitt. Kommunen ligger i kantonen Châtillon-Coligny som tillhör arrondissementet Montargis. År 2022 hade Nogent-sur-Vernisson 2 571 invånare.

## Befolkningsutveckling
Antalet invånare i kommunen Nogent-sur-Vernisson
| Referens: INSEE |